# チョーンシー・ハリス

チョーンシー・ハリスが、エドワード・ウルマンとの共著で発表した多核心モデル。

チョーンシー・デニソン・ハリス（Chauncy Dennison Harris、1914年 - 2003年12月26日）は、現代地理学の先駆者のひとりとされるアメリカ合衆国の地理学者。ハリスは、アメリカ合衆国の都市地理学分野において大きな影響力をもった先駆的研究（「The Nature of Cities」、「A Functional Classification of Cities in the United States」）や、冷戦期からその後にかけてのソビエト連邦についての研究によって、世界的に見ても最先端を切り開く都市地理学者のひとりとなった。ハリスはまた、民族（エスニシティ）についての地理学的研究に大きく貢献し、特にソ連国内に住む非ロシア人の社会的少数集団（マイノリティ）に関する研究を進めた。ハリスは、しばしばソ連に渡り、米ソ両国の研究者間に健全な対話を確立する上で、中心的な役割を担った。

## 生い立ちと経歴
ユタ州ローガンに、農学者フランクリン・S・ハリスの息子として生まれた。幼い頃から地理に関心を持っていたハリスは、2年生の終わりには、将来は地理学者になると家族に宣言したという。1933年に19歳でブリガムヤング大学（BYU）から学士号（B.A.）を得て卒業生総代を務め、同大学からは初めてのローズ奨学制度の奨学生となった。奨学金を得たハリスは、イギリスのオックスフォード大学に留学して、2つ目の学士号と、修士号を取得した。ハリスは、さらにロンドン大学のロンドン・スクール・オブ・エコノミクスからも修士号（M.A.）を取得し、帰国した。1940年には、シカゴ大学で博士号（Ph.D.）を得たが、博士論文の表題は「Salt Lake City - a Regional Capital in 1940（ソルトレイクシティ - 1940年の地方中心地）」であった。
その後、短期間だけインディアナ大学とネブラスカ大学で教鞭を執った後、ハリスは1943年にシカゴ大学で地理学の准教授となった。この頃、ハリスはアメリカ合衆国国務省地理局（Office of the Geographer）の軍事関係業務に召集された。ワシントンD.C.にいる間、ハリスはソ連にまつわる謎に強い興味を抱くようになっていった。ハリスはロシア語を学び始め、ソ連について、入手可能だった地図や統計による情報の研究に取り組んだ。ハリスによる、ソ連に関する著作2冊は、1945年に発表されている。この分野におけるハリスの初期の研究のおかげで、やがて1950年代後半にソ連が外国人に門戸を開き始めたとき、ハリスには十分な準備ができていた。初めてソ連に渡航したとき、ハリスは既に、この分野における専門家としての名声を確たるものとしていた。長い研究生活を通じ、ハリスは14回もソ連へ渡航し、米ソの地理学者たちの間で協力関係を育て、拡張していく上で大きな役割を果たした。
ソ連に関する研究業績とは別に、ハリスは、アメリカ合衆国の都市についての都市地理学の分野でも重要な貢献を残した。特に、1945年にエドワード・ウルマン（Edward Ullman）との共著で、『Annals of the American Academy of Political and Social Science』誌に発表された論文「The Nature of Cities」を著し、20世紀後半における米国都市の理解に予言的な参照枠となった、都市の発展についての多核心モデルを提示した。このモデルは、都市における土地利用形態の可能性を示した、それまでの同心円モデルやセクター・モデルに代わり得るものであった。
研究者としての経歴の中で、ハリスは数多くの重要な、権威ある地位に就き、シカゴ大学では社会科学部の学部長も務めた（1954年 - 1960年）。ハリスは、1943年から1984年までシカゴ大学の教授陣の一員であったが、その後も、2003年に死去するまで、地理学部門のサミュエル・N・ハーパー（Samuel N. Harper）特任名誉教授（Distinguished Service Professor Emeritus）として在任した。

## おもな経歴・受賞歴
- アメリカ地理学会（the Association of American Geographers）会長（1957年）
- アメリカ高等スラブ研究学会（the American Association for the Advancement of Slavic Studies、現在のAssociation for Slavic, East European, and Eurasian Studiesの前身）会長（1962年）
- アメリカ地理学協会（American Geographical Society）評議員（1961年 - 1974年）
- 国際地理学連合事務総長/財務担当（1968年 - 1976年）
- アメリカ地理学協会 副会長（1969年 - 1974年）
- アメリカ地理学協会 学術誌『Geographical Review』編集委員（長期にわたる）
- アメリカ地理学協会 学術誌『Soviet Geography』創刊の中心となり尽力、同誌共同編集者（長期にわたる）[4]
- アメリカ地理学協会カラム地理学メダル受賞（1985年）[5]
- （イギリス）王立地理学協会（Royal Geographical Society）ビクトリア・メダル（the Victoria Medal）受賞（1987年）[6]